# Dismidila tocista
Dismidila tocista là một loài bướm đêm trong họ Crambidae.